# عهدنامه دوستی و تجارت بین ایالات متحده آمریکا و ژاپن

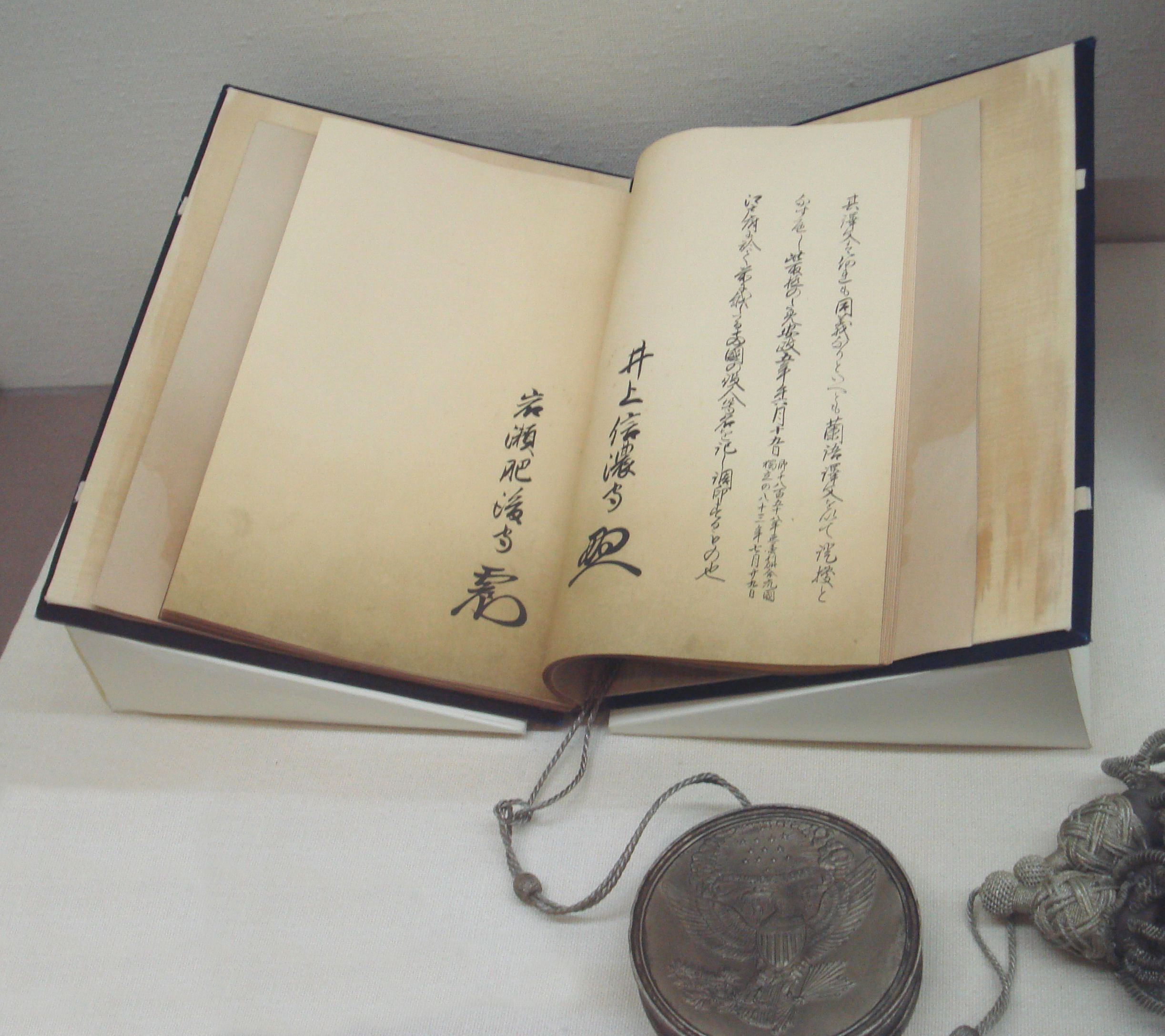

عهدنامه دوستی و تجارت بین ایالات متحده آمریکا و ژاپن (به ژاپنی: 日米修好通商条約 Nichibei Shūkō Tsūshō Jōyaku)، عهدنامه هریس عهدنامه‌ای است که در ۲۹ اوت ۱۸۵۸ مابین ایالات متحده آمریکا و ژاپن در عرشه کشتی یواس‌اس پوهاتان (۱۸۵۰) در خلیج توکیو امضا شد. بر طبق این عهدنامه بندر کاناگاوا و چهار بندر دیگر در شهرهای ژاپن بر روی کشتی‌های خارجی باز می‌شد.